# Охотничье (Бахчисарайский район)

КШкола в Авджикое, 1939 г. Единственное известное фото села

Охо́тничье (до 1948 года Авджико́й; укр. Охотниче, крымскотат. Avcıköy, Авджыкой) — исчезнувшее село в Бахчисарайском районе Республики Крым (согласно административно-территориальному делению Украины — Автономной Республики Крым). Село находилось в центральной части района, в глубине Главной гряды Крымских гор, в верховьях реки Кача у места впадения слева речки Окурка и её левого притока Когем-Озенчик, в 1,5 километрах к югу от Синапного.

## История
Судя по имеющимся данным — остатки на холме Бастан-тепе средневекового храма в честь Святого Сергия, на месте которого стоит современная церковь — Авджикой был старинным греческим селением.
Документов с упоминанием поселения времён Крымского ханства пока не обнаружено, известно лишь, что в конце XVIII века селение Авджикой относилось к Муфтия Апралык кадылыку Бахчисарайского каймаканства, что зафиксировано в Камеральном Описании Крыма 1784 года.
После присоединения Крыма к России (8) 19 апреля 1783 года, (8) 19 февраля 1784 года, именным указом Екатерины II сенату, на территории бывшего Крымского Ханства была образована Таврическая область и деревня была приписана к Симферопольскому уезду. Перед Русско-турецкой войной 1787—1791 годов производилось выселение крымских татар из прибрежных селений во внутренние районы полуострова, в ходе которого в Авджикой было переселено 19 человек. В конце войны, 14 августа 1791 года всем было разрешено вернуться на место прежнего жительства. После Павловских реформ, с 12 декабря 1796 года по 1802 год, входила в Акмечетский уезд Новороссийской губернии. По новому административному делению, после создания 8 (20) октября 1802 года Таврической губернии, Авджикой был включён в состав Алуштинской волости Симферопольского уезда.
Согласно Ведомости о всех селениях в Симферопольском уезде состоящих с показанием в которой волости сколько числом дворов и душ… от 9 октября 1805 года, в Авджикое в 12 дворах числилось 59 жителей, исключительно крымских татар. На военно-топографической карте генерал-майора Мухина 1817 года в Авджикое, который обозначен как

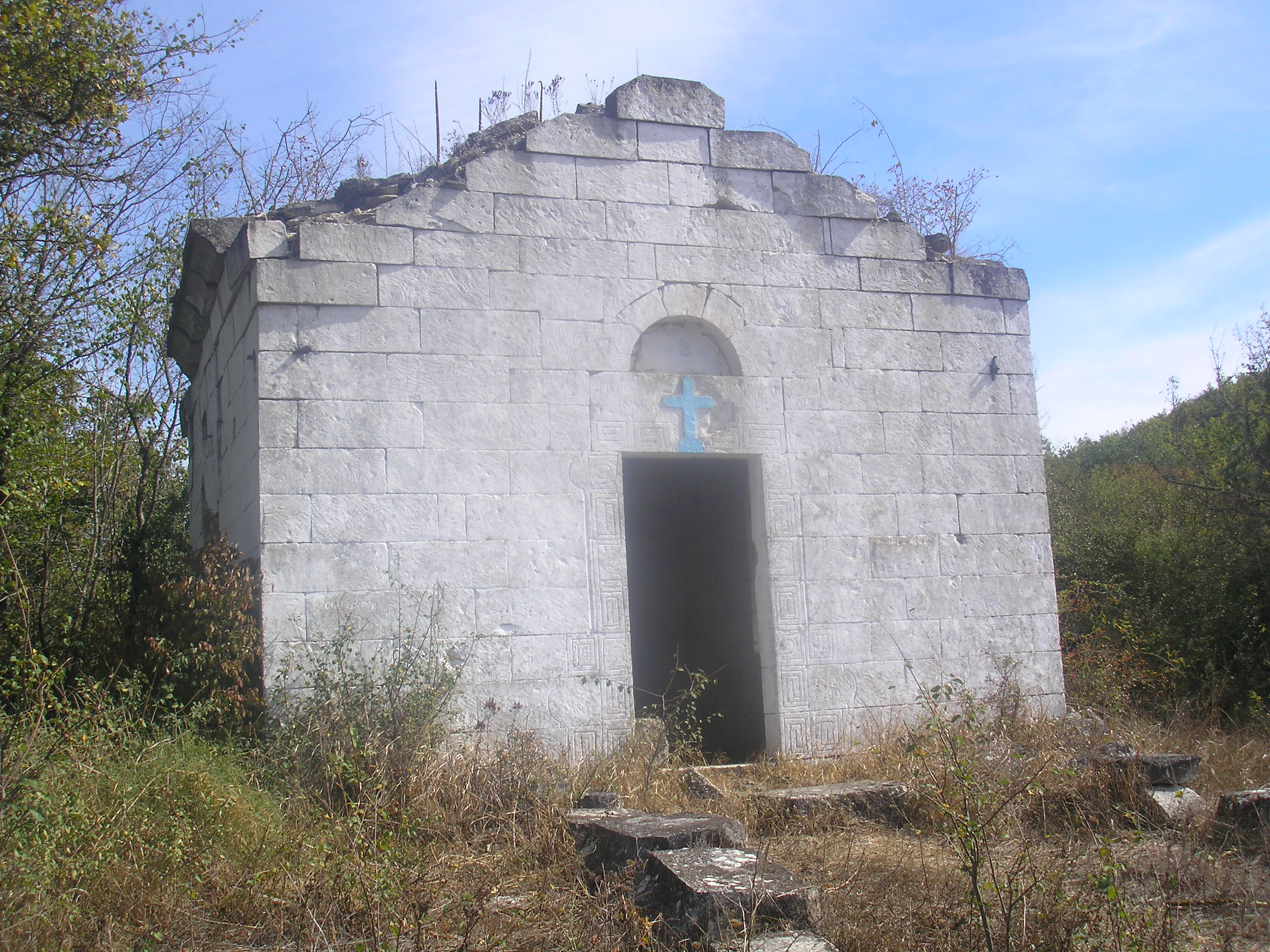
Греческая церковь села Авджикой

Хаджикой, записано всего 10 дворов. С 1829 года, после административной реформы, согласно «Ведомости о казённых волостях Таврической губернии» от 31 августа 1829 года деревня числилась в Озенбашской волости. Шарль Монтандон в своём «Путеводителе путешественника по Крыму, украшенный картами, планами, видами и виньетами…» 1833 года писал про деревню 
Хаджикой, насчитывающий 30 дворов. Жители… очень гостеприимны и, кажется, живут в достатке, хотя и не заметно, чтобы какой-нибудь промысел был развит у них более, чем в других местах.
 После образования 15 апреля 1838 года Ялтинского уезда передана во вновь созданную Богатырскую волость. На карте 1836 года в деревне 20 дворов, как и на карте 1842 года.
В 1860-х годах, после земской реформы Александра II, деревня осталась в составе преобразованной Богатырской волости. Согласно «Списку населённых мест Таврической губернии по сведениям 1864 года», составленному по результатам VIII ревизии 1864 года, Авджикой — казённая татарская и греческая деревня с 34 дворами, 82 жителями и мечетью при реке Каче, а на трёхверстовой карте Шуберта 1865—1876 года дворов в деревне отмечено 37. На 1886 год в деревне, согласно справочнику «Волости и важнѣйшія селенія Европейской Россіи», проживало 229 человек в 41 домохозяйствах, действовала мечеть. По результатам Х ревизии 1887 года, опубликованным в «Памятной книге Таврической губернии 1889 года», в деревне было 48 дворов и 233 жителя, а на верстовой карте 1889 года обозначено 37 дворов с крымскотатарским населением.
После земской реформы 1890-х годов деревня осталась в составе Богатырской волости. Согласно «…Памятной книжке Таврической губернии на 1892 год», в деревне Ауджикой, входившей в Стильское сельское общество, было 82 жителя в 16 домохозяйствах, владевших 157 десятинами и 1469 кв. саженью собственной земли. Также, совместно с другими 13 деревнями Коккозского округа, жители имели в общем владении ещё 13 000 десятин. В 1898 году, на собранные местным населением деньги был построен новый храм Пресвятой Богородицы на остатках средневекового (сейчас церковь — памятник градостроительства и архитектуры регионального значения). По «…Памятной книжке Таврической губернии на 1900 год» в деревне числилось 230 жителей в 36 дворах. В 1911 году в Авджикое было построено новое здание мектеба, значит, начальная мусульманская школа существовала и ранее. По Статистическому справочнику Таврической губернии. Ч.II-я. Статистический очерк, выпуск восьмой Ялтинский уезд, 1915 год, в селе Авджикой Богатырской волости Ялтинского уезда, числилось 50 дворов со смешанным населением в количестве 270 человек приписных жителей и 21 — «посторонних». Во владении было 3267 десятин земли, с землёй были 40 дворов и 10 безземельных. В хозяйствах имелось 20 лошадей, 15 волов, 30 коров, 40 телят и жеребят и 60 голов мелкого скота.
После установления в Крыму Советской власти, по постановлению Крымревкома от 8 января 1921 года была упразднена волостная система и село вошло в состав Симферопольского уезда (округа), а в 1922 году уезды получили название округов. 11 октября 1923 года, согласно постановлению ВЦИК, в административное деление Крымской АССР были внесены изменения, в результате которых был создан Бахчисарайский район и село включили в его состав. Согласно Списку населённых пунктов Крымской АССР по Всесоюзной переписи 17 декабря 1926 года, в селе Авджикой Улу-Сальского сельсовета Бахчисарайского района имелось 55 дворов, все крестьянские, население составляло 206 человек (91 мужчины и 115 женщин). В национальном отношении учтено: 170 татар и 36 русских. По данным всесоюзная перепись населения 1939 года в селе проживало 178 человек. В период оккупации Крыма, 22 декабря 1943 года, в ходе операций «7-го отдела главнокомандования» главнокомандования 17 армии вермахта против партизанских формирований, была проведена операция по заготовке продуктов с массированным применением военной силы, в результате которой село Улу-Сала было сожжено и все жители вывезены в Дулаг 241 — в селе сгорело 47 домов.
В 1944 году, после освобождения Крыма от фашистов, согласно Постановлению ГКО № 5859 от 11 мая 1944 года, 18 мая крымские татары были депортированы в Среднюю Азию. 12 августа 1944 года было принято постановление № ГОКО-6372с «О переселении колхозников в районы Крыма» по которому в район планировалось переселить 6000 колхозников и в сентябре 1944 года в район приехали первые новосёлы (2146 семей) из Орловской и Брянской областей РСФСР, а в начале 1950-х годов последовала вторая волна переселенцев из различных областей Украины. С 25 июня 1946 года Ауджикой в составе Крымской области РСФСР. 18 мая 1948 года указом Президиума Верховного Совета РСФСР село Ауджикой было переименовано в Охотничье. 26 апреля 1954 года Крымская область была передана из состава РСФСР в состав УССР. На 15 июня 1960 года село числилось в составе Предущельненского, на 1968 год — в составе Верхореченского. Охотничье расселили в связи с началом строительства Загорского водохранилища (завершено в 1980 году), как оказавшееся в санитарной зоне, официально исключено из списков сёл 17 февраля 1987 года.

## Динамика численности населения
| - 1805 год — 59 чел. - 1864 год — 82 чел. - 1886 год — 229 чел. - 1889 год — 233 чел. - 1892 год — 82 чел. | - 1900 год — 230 чел. - 1915 год — 270/21 чел. - 1926 год — 155 чел. - 1939 год — 178 чел. |